# Universiteit van Wollongong
De Universiteit van Wollongong (Engels: University of Wollongong, UOW) is een openbare universiteit gelegen in de kustplaats Wollongong in New South Wales (Australië), ongeveer 80 kilometer ten zuiden van Sydney. De Universiteit van Wollongong markeerde haar 60-jarig jubileum in 2011. In 2012 had de universiteit een totaal van 30.516 studenten, waaronder 11.440 internationale studenten uit meer dan 140 landen.